# چیس اینفینیتی
چیس اینفینیتی پین (انگلیسی: Chase Infiniti Payne؛ زادهٔ ۱۹۹۹ یا ۲۰۰۰) بازیگر آمریکایی است. او اهل ایندیاناپلیس است و در سال ۲۰۲۲ دورهٔ بازیگری را در کالج کلمبیا شیکاگو به پایان رساند. در فوریه ۲۰۲۳، اینفینیتی به جمع بازیگران مجموعه تلویزیونی بی‌گناه فرضی از اپل تی‌وی پلاس پیوست. در فوریه ۲۰۲۴، حضور او در فیلم یک نبرد پس از دیگری به کارگردانی پل توماس اندرسن تأیید شد و قرار است در مجموعهٔ وصیت‌ها، دنباله‌ای بر سرگذشت ندیمه از شبکهٔ هولو، ایفای نقش کند.

## فیلم‌شناسی

### فیلم
| سال  | عنوان               | نقش                    | توضیحات  |
| ---- | ------------------- | ---------------------- | -------- |
| ۲۰۲۵ | یک نبرد پس از دیگری | ویلا فرگوسن بورلی هیلز | پساتولید |

### تلویزیون
| سال  | عنوان       | نقش       | توضیحات          |
| ---- | ----------- | --------- | ---------------- |
| ۲۰۲۴ | بی‌گناه فرضی | جیدن سبیک | نقش اصلی، ۸ قسمت |